# تلقین
تلقین فرایندی روان‌شناختی است که به وسیلهٔ آن، یک شخص افکار، احساسات یا رفتار خود یا شخص دیگری را هدایت می‌کند. نویسندگان قرن نوزدهم در زمینهٔ روان‌شناسی، همچون ویلیام جیمز، کلمات «وانمود کردن» (به انگلیسی: suggest) و «وانمود» (به انگلیسی: suggestion) در معنایی نزدیک به این‌ها در بیان‌های رایجشان استفاده می‌کردند.
- وانمود (به انگلیسی: suggestion) به فرایندی گفته می‌شود که از طریق آن پاسخی غیرانتقادی بر اثر محرکی برانگیخته شود. در روان‌شناسی اجتماعی این اصطلاح معمولاً این فرایند را به رابطه‌ای نسبت می‌دهد که در آن فرد یا گروه، از نمادها به‌عنوان محرک استفاده می‌کند تا پاسخ‌های غیرانتقادی را در افراد یا گروه‌های دیگر، یا در حالت وانمود به خود، در خود بیدار کند.[۱]
- وانمود (تلقین)[۲] عبارت است از فرایند ارتباط که به پذیرش راسخ قضیهٔ مورد ارتباط در غیاب زمینه‌هایی که منطقاً برای پذیرش آن کافی باشند، منجر می‌شود.[۱]

## تلقین‌های پنهانی
وانمودهای پنهانی، وانمودها یا پیشنهادهایی هستند که در یک مجموعهٔ وسیع‌تر جاسازی شده، بی آنکه از ظواهر امر مشخص باشد، گوینده نقطه‌نظری را به صورت غیرعلنی به مخاطب خود وانمود می‌کند.